# Франский ярус
| система                                                                          | система | отдел        | ярус         | Ниж. граница, млн лет |        |
| -------------------------------------------------------------------------------- | ------- | ------------ | ------------ | --------------------- | ------ |
| Карбон                                                                           | Мис.    | Нижний       | Турнейский   | 358,86 ±0,19          |        |
| Девон                                                                            | Девон   | Верхний      | Фаменский    | 372,15 ±0,46          |        |
| Девон                                                                            | Девон   | Верхний      | Франский     | 382,31 ±1,36          |        |
| Девон                                                                            | Девон   | Средний      | Живетский    | 387,95 ±1,04          |        |
| Девон                                                                            | Девон   | Средний      | Эйфельский   | 393,47 ±0,99          |        |
| Девон                                                                            | Девон   | Нижний       | Эмсский      | 410,62 ±1,95          |        |
| Девон                                                                            | Девон   | Нижний       | Пражский     | 413,02 ±1,91          |        |
| Девон                                                                            | Девон   | Нижний       | Лохковский   | 419,62 ±1,36          |        |
| Силур                                                                            | Силур   | Пржидольский | Пржидольский | больше                | больше |
| Деление и золотые гвозди в соответствии с IUGS по состоянию на декабрь 2024 года |         |              |              |                       |        |

Франский ярус (англ. Frasnian) — нижний ярус верхнего отдела девонской системы. Охватывает породы, образовавшиеся от 382,31 ±1,36 до 372,15 ±0,46 млн лет назад (общая длительность — около 10 млн лет). Ниже залегают породы живетского яруса среднего девона, выше — породы фаменского яруса верхнего девона.

## Название и определение
Выделение франского яруса было предложено в 1879 году французским геологом Жюлем Госселе. В 1981 году он был признан как нижний ярус верхнего девона Подкомиссией по стратиграфии девона. Назван по бельгийской деревне Фрас-ле-Кувен.

## Фауна
В это время шла активная эволюция рыб и ранних амфибий. В конце франского века произошло массовое вымирание морских беспозвоночных (см. Девонское вымирание#Событие Келлвассера).